# ファハド・ビン・サルマーン・アール＝サウード
ファハド・ビン・サルマーン・アール=サウード（アラビア語：فهد بن سلمان آل سعود、ローマ字：  Fahd bin Salman Āl Su'ūd、1955年 - 2001年7月25日）は、サウジアラビアの王族にしてサウード家の一員。現国王サルマーン・ビン・アブドゥルアズィーズは父親。

## 経歴
ファハドは1955年にサルマーン・ビン・アブドゥルアズィーズ王子(現国王)の長男としてサウジアラビアの首都リヤドにて生まれた。異母弟にムハンマド皇太子、同母弟にサウジアラビア初の宇宙飛行士であるスルタンなどがいる。ファハドはリヤドのキングサウード大学で学士号を取得し、その後アメリカに渡りカリフォルニア大学バークレー校で政治学の学士号を取得した。
サウジアラビア政府はファハドが2001年7月25日にリヤドで心不全のため亡くなったことを発表した。46歳であった。